# Костанайский железнорудный бассейн
Костанайский железнорудный бассейн — зона месторождений железных руд, занимающая северной и центральной части Костанайской области.
Здесь сконцентрировано 85 % железных руд, разведанных и исследованных в Казахстане. Исследовательские работы начались в 1946 году. Общее число рудных месторождении Костанайского железнорудного бассейна превышает 50, рудопроявлений — 3. Месторождения в зависимости от использования делятся на 4 вида: магматические (2), метасоматические (33), скарновые стратиформные, соединенные метаморфные (5) и осадочные (17) руды. Разведан производств, объём основных железных руд и определён их резерв. Эта рудная зона делится на несколько рудных узлов от С. к К).: Качарское, Сарыбайское, Соколовское, Ломоносовское месторождения, Коржынколь-Ельтайский узел железных руд, Шагыркольские, Адайские, Бенкалинские, Жанадауирские и др. Общий запас железных руд в этих районах превышает 17 млрд т. Два рудных резерва (Аят, Лисаковск) сконцентрированы в двух крупных рудниках. Из Лисаковского рудника в комбинат «Испат-Кармет» сдается в год 1,38 млн. т обогащенного концентрата. Объём железа в руде 35—37 %, фосфора 0t4%, серы 0,7 %, Геол. рудник магматических руд составляет 965 млн т, из них 945 млн т находятся в руднике Давыдова, расположенном вблизи Качарского горно-обогатительного комбината, В Давыдовском месторождении, кроме железных руд, имеются кобальт, никель и цинк.